# Katherine Prescott Wormeley
Katherine Prescott Wormeley (née le 14 janvier 1830, morte le 4 août 1908 à Dublin, New Hampshire) était une infirmière américaine durant la guerre de Sécession, romancière et traductrice d’œuvres littéraires françaises. Son prénom est souvent épelé « Katharine ». 
Née en Angleterre, Katherine Prescott Wormeley émigra aux États-Unis à un jeune âge. Elle fut infirmière dans l'armée de l'Union durant la guerre de Sécession et administratrice des infirmières avec comme assistante Sarah Chauncey Woolsey à l'hôpital militaire de Portsmouth Grove près de Newport, Rhode Island,. Elle joua un rôle dans la création de l'United States Sanitary Commission, agence gouvernementale mise en place pour coordonner les efforts des volontaires féminines qui voulaient contribuer à l'effort de guerre.
Elle était une des traductrices les plus connues de son époque, ayant traduit du français beaucoup de romans d'Honoré de Balzac, la biographie de Marie-Thérèse Charlotte de France, les mémoires de Madame de Motteville sur Anne d'Autriche comme des titres d'Alphonse Daudet et d'Alexandre Dumas parmi d'autres  

## Source de la traduction
- (en) Cet article est partiellement ou en totalité issu de l’article de Wikipédia en anglais intitulé « Katherine Prescott Wormeley » (voir la liste des auteurs).